# Sebastian Münster
Sebastian Münster (ur. 20 stycznia 1488 w Ingelheim am Rhein, zm. 26 maja 1552 w Bazylei) – niemiecki i szwajcarski hebraista, humanista, kosmograf, geograf i wydawca.

## Życiorys
Sebastian Münster urodził się w Ingelheim am Rhein małym mieście Nadrenii-Palatynatu. Był synem Andreasa Münstera zarządcy miejscowego szpitala pod wezwaniem Świętego Ducha.
Po nauce w zakonnej szkole franciszkanów w Heidelbergu, w 1505 r. mając 17 lat wstąpił do zakonu franciszkanów. Tam zauważono jego nadzwyczajne zdolności językowe i w 1507 r. wysłano go do Leuven, a następnie do Fryburga. Podczas rocznego pobytu w szkole spotkał Gregora Reischa, nauczyciela, a zarazem przeora kartuzów, który zainteresował go językiem hebrajskim oraz geografią. W 1509 r. Sebastian Münster przeniósł się do Rouffach we Francji, gdzie jako uczeń Konrada Pelikana w dalszym ciągu ćwiczył geografię i hebrajski, a ponadto grecki, matematykę i astronomię. Prawdopodobnie dopiero tu zapoznał się z dość wszechstronną encyklopedią Margarita Philosophica znanego mu już wcześniej Gregora Reischa. Poznał też De situ orbis libri tres  Pomponiusza Meli. Obie książki utrwaliły jego zainteresowania. W 1511 r. za Pelikanem udał się na uniwersytet w Bazylei, a następnie do Pforzheim, gdzie uzyskał święcenia kapłańskie. Po hebrajskim, razem z Pelikanem, zajęli się nauką kolejnych języków semickich – aramejskiego i etiopskiego.
Między 1514 a 1518 rokiem Münster pracował jako lektor zakonnej szkoły franciszkanów w Tybindze. Przy okazji uczył się astrologii i praktycznej matematyki u sławnego Stöfflera. W 1518 r. Sebastian Münster jako lektor powrócił do Bazylei i w szkole zakonnej uczył do 1521 r. Po roku 1518 opublikował wiele prac hebraistycznych, dzięki czemu stał się znany. Przez Ludwika V został zaproszony na uniwersytet w Heidelbergu na stanowisko profesora hebraistyki. Uczył od 1521 do 1529 r. po czym wystąpił z zakonu franciszkanów i przeniósł się na uniwersytet w Bazylei. Tu ostatecznie przekonał się do protestantyzmu i zmienił wyznanie.
W 1530 r. ożenił się z Anną Selber, wdową po bazylejskim drukarzu Adamie Petri. Miał z nią córkę Aretię, urodzoną w 1532 r. Nic nie stało teraz na przeszkodzie, aby samemu zająć się przygotowaniami do druku własnych prac i tłumaczeń. Sprawami technicznymi, czyli nadzorem nad pracami drzeworytniczymi, składem oraz samym drukiem zajmował się wyłącznie jego pasierb Heinrich Petri. Z kolofonów książek wynika że to on był właścicielem oficyny i drukarzem.
Münster w uznaniu kompetencji i zasług w 1547 r. został powołany na rektora uniwersytetu w Bazylei. Jako dewizę przyjął hasło „Szacunek dla Boga podstawą poznania”. Wydanie Kosmografii z 1550 r. było ostatnią wersją, do której poprawki mógł osobiście nanieść sam Münster, następne wydania odbywały się już bez jego udziału. Sebastian Münster pochowany został w katedrze bazylejskiej. Mowę pogrzebową w języku hebrajskim wygłosił zaprzyjaźniony z nim wcześniej, humanista Erasmus Oswald Schreckenfuchs.

## Portrety Sebastiana Münstera
Istnieje kilka portretów Münstera wykonanych w różnych technikach, przez różnych artystów i w różnym czasie. Do najważniejszych należą oczywiście portrety wykonane za jego życia. Do takich należy portret przygotowany w technice drzeworytu przez Holbeina około roku 1530 w Bazylei. Portret był powielany razem z kolejnymi wydaniami Kosmografii, także tymi w wersji miedziorytowej, wymagającej poważnej przeróbki. Przykładem takiej wersji może być niemieckie wydanie Kosmografii z 1615 r. z miedziorytem przygotowanym przez Willema de Haen.
Drugim portretem wykonanym za życia naukowca jest obraz olejny przedstawiający go jako rektora Uniwersytetu w Bazylei, wykonany przez Christopha Ambergera. Obraz ten jest najbardziej znany, gdyż na jego podstawie przygotowano w Niemczech banknot 100 markowy będący w obiegu w latach 1962–1991.

## Dzieła
Wszechstronne wykształcenie oraz wielość zainteresowań pozwoliły Sebastianowi Münsterowi tworzyć w wielu dziedzinach. Napisał ponad 70, często obszernych dzieł z hebraistyki, nauk przyrodniczych, geografii, teologii i biblistyki. Po 1530 r. wszystkie swe prace wydał w Bazylei, w warsztacie drukarskim swego pasierba.
Jednym z pierwszych dzieł Münstera była wydana w 1520 r. pod tytułem Liber viarum linguae sacrae łacińska wersja hebrajskiej gramatyki Mosesa Kimchi. Następnie na szczególną uwagę zasługują Dictionarium trilingue, czyli słownik łacińko-grecko-hebrajski (1530) oraz pierwsze chrześcijańskie wydanie Biblii po hebrajsku w tłumaczeniu z łaciny (2 tomy wydane gdzieś na przełomie 1534 i 1535 r.).
W 1530 roku ukazało się jego wydanie mapy Niemiec natomiast w 1536 r. autorska mapa Europy. Stosunkowo późno wydał Rudimenta mathematica (1551) praktyczną matematykę z przykładami zastosowań w geografii oraz astronomii.

### Geografia i Kosmografia

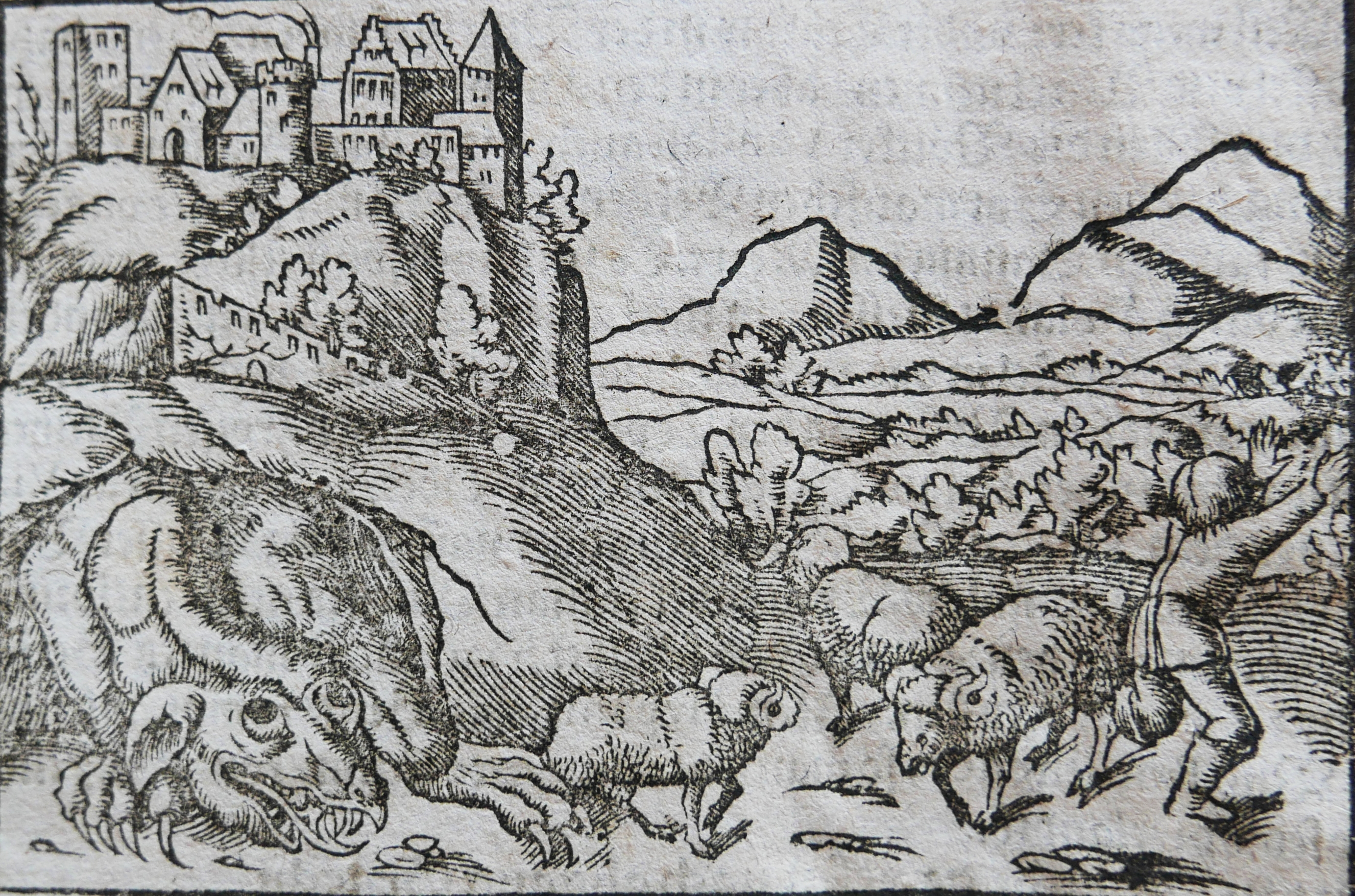
Legenda o Smoku Wawelskim. Wzór zaczerpnięty z Kroniki świata Schedla

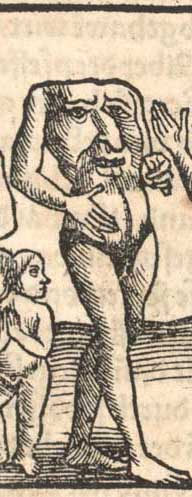
Przedstawienie mieszkańców dalekich krajów. Wzór zaczerpnięty z Kroniki świata Schedla

W czasie pracy na uniwersytecie w Heidelbergu, w 1524 roku, Münster spotkał alzackiego humanistę Rhenanusa. On to właśnie zainteresował go Ptolomeuszem i poddał myśl wydania jego dzieł, a zwłaszcza Kosmografii przeznaczonej dla mas, czyli w języku niemieckim. Münster kierowany tą myślą wystosował apel do ówczesnych podróżników, uczonych o dostarczanie mu map, opisów itp. świadectw z odbywanych podróży. Podał też praktyczne sposoby dokonywania niezbędnych pomiarów i obserwacji. Na apel odpowiedziało ok. 120 osób, historyków, wydawców, drzeworytników i sztycharzy (miedziorytników). W efekcie Kosmografia jest efektem współpracy wielu ludzi, którzy często z narażeniem życia zareagowali na apel i zechcieli udzielić pomocy. Wbrew pozorom, w tym czasie wykonywanie rysunków i wypytywanie o szczegóły nie należały do zajęć bezpiecznych. Teolog Sigismondo Arquer zbierający dane na Sardynii z tego powodu trafił w ręce inkwizycji.
Pierwszą Geografię Ptolemeusza Münster wydał w 1535 r. Wewnątrz znajdowało się 48 map (w tym 22 mapy w nowej wersji) wyrytowanych przez grawera Hansa Holbeina. Kolejne wydania Geografii ukazywały się w roku 1540, 1542, 1545, 1552 możliwe że także w 1541 oraz 1551. Ostatnie wydania miały po 54 mapy. Od 1540 r. wśród map znajdowała się mapa zatytułowana Polska i Węgry. Geografia to pierwsze słowo z dość długiego i zmiennego tytułu, który np. w 1540 r. brzmiał: Geographia universalis, vetus et nova, complectens Claudii Ptolemaei Alexandrini enarrationis libros VIII.

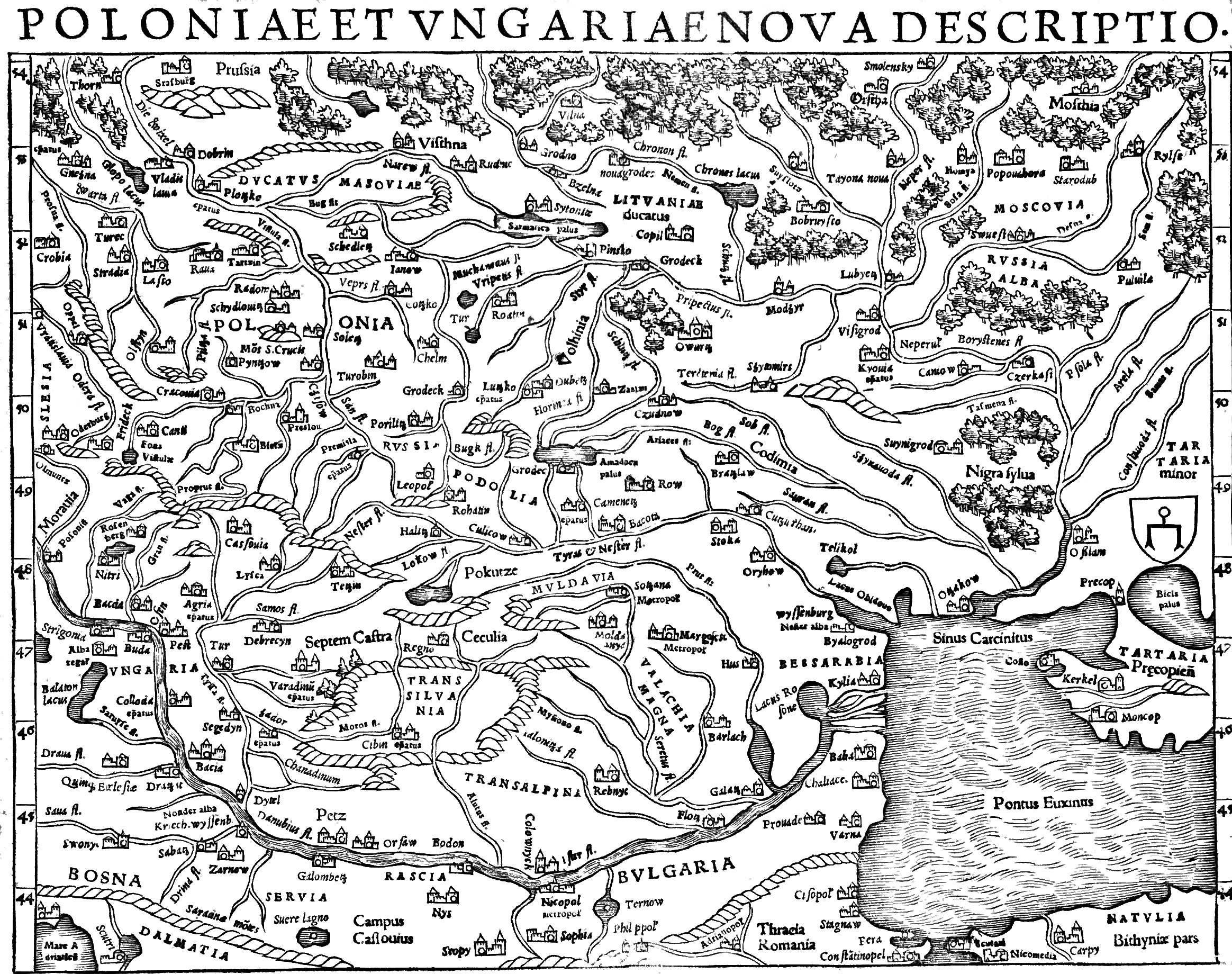
Polska i Węgry z 1554 r.

Dość szybko prawdziwym „oczkiem w głowie” dla Münstera stała się Kosmografia. I ten tytuł jest skrótem, pełny, a zarazem najkrótszy w łacińskim wydaniu z 1554 r. brzmiał: Cosmographiae universalis libri VI. Kosmografia, czyli opisanie świata składało się z 6 ksiąg. W pierwszej dano teoretyczne podstawy geografii fizycznej, astronomii i potrzebnych obliczeń matematycznych. Druga księga poświęcona jest Europie południowej i zachodniej, trzecią poświęcono Niemcom, czwartą, północnej i wschodniej Europie. Piąta księga traktowała o Azji i wyspach a szósta była o Afryce. Oprócz map znajdziemy tam opisy mieszkańców, ich zajęć i obyczajów, wierzenia, najważniejsze miasta i wiele innych wiadomości. Przy każdym nowym wydaniu książka była wzbogacana w nowe mapy, widoki, opisy i szczegóły. Pierwsze wydanie z 17 sierpnia 1544 r., Münster dedykował Gustawowi Wazie. Liczyło ono zaledwie 660 stron oraz 48 map. Oprócz kopii „standardowych” map według Ptolemeusza, znalazło się w nim kilka nowych odwzorowań Europy, samodzielnie opracowanych przez Münstera na podstawie jego wcześniejszych podróży i ćwiczeń wykonywanych w czasie pobierania nauki oraz napływających materiałów. Nowe mapy cieszyły się dużym zainteresowaniem co zmobilizowało autora do przygotowywania kolejnych. W tym celu odbył podróże po Szwajcarii, Francji, Bawarii oraz Prusach. Ostatnie wydanie autorskie z 1550 r. miało ponad 1200 stron, zawierało 62 mapy oraz 74 widoki miast. Od tego wydania zaopatrywanie różnych dzieł w widoki miast stało się standardem. Wydanie z 1628 r. (ostatnie pochodzące z pracowni Petriego) miało już prawie 1800 stron. W 1588 r. Heinrich Petri pierwszy raz wzbogacił Kosmografię o mapy wykonane techniką miedziorytniczą skopiowane z Theatrum Orbis Terrarum Orteliusa. Ten moment można uznać za koniec ilustracji drzeworytniczej.
Do najbardziej znanych twórców miejskich widoków zamieszczanych w Kosmografii należą: Hans Rudolf Manuel Deutsch (1525–1571) podpisujący się inicjałami HRMD, RMD lub RM w formie ligatury, Jakob Clauser (1520–1578) IC lub IK w formie ligatury, David Kandel (1538–1587) DK także w formie ligatury. Wśród wykonawców pozostałych drzeworytów warto wymienić następujących: Christoph Stimmer (CS), Heinrich Holzmüller (H.H. lub HHF), Hieronymus Wyssenbach Basiliensis (HWB), Martin Hoffmann (MH albo MHF), Gregorius Sickinger (GS). W warsztacie drukarskim Petriego w ciągu 84 lat (1644–1628) wydrukowano ok. 50 tys. egzemplarzy Kosmografii po niemiecku, ok. 10 tys. po łacinie. Na prawdopodobnie 46 wydań, 27 było w języku niemieckim, 8 łacińskich, 3 francuskie, 3 włoskie (poza tytułem prawdopodobnie tożsame z wersją łacińską), 4 angielskie oraz 1 wydanie czeskie z 1554 r. przygotowane w Pradze.
Część Kosmografii ukazała się poza warsztatem bazylejskim. Do bardziej znanych przedruków należy paryska edycja Francois de Belleforesta, unowocześniona fragmentami Theatrum Orbis Terrarum Orteliusa (1575) i Civitates Orbis Terrarum Brauna i Hogenberga, opublikowany w latach 1572–1617. W 1571 roku Thomasini przygotował wydanie w Wenecji.
Te same mapy można spotkać i w Kosmografii i w Geografii, a ponieważ nie wszystkie egzemplarze są kompletne albo zostały skompletowane z uszkodzonych, często trudno jednoznacznie ustalić skąd dany fragment pochodzi. Podobny kłopot jest z datowaniem wydań. Dla niektórych wydań, a właściwie tylko wzmianek o nich, nie udało się przypisać ani jednego egzemplarza książki. Tak jest z wydaniem w języku polskim o którym wspomina H. Von Michow w Die ältesten Karten von Russland (Hamburg, 1884).

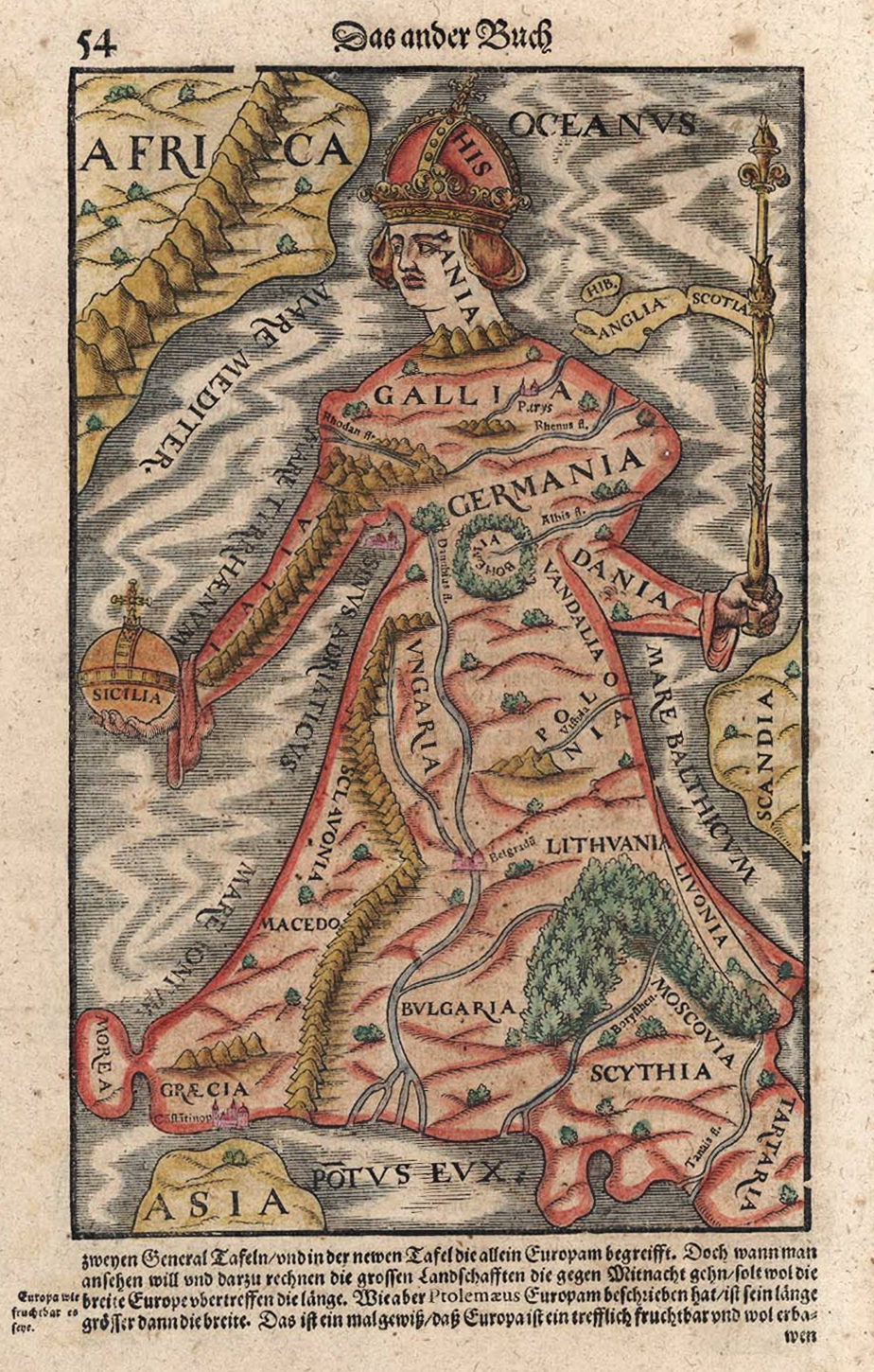
Mapa Europy przedstawionej jako królowa, 1570

Pod względem edytorskim wydania nie są nadzwyczajne. Technika drzeworytu nie pozwala osiągać zbyt precyzyjnych kształtów co zwłaszcza przy mapach i widokach ma duże znaczenie (we Włoszech, mniej więcej już od 1470 r. stosowano miedzioryt). Odbitki wykonywano do zupełnego zużycia klocka i dopiero wtedy przygotowywano nową wersję mapy (w tytule pojawiał się wtedy dopisek nova descriptio lub nova tabula i utrzymywał się przez następne lata, mimo że o nowości już dawno nie mogło być mowy).
Taka praktyka miała duży, negatywny wpływ na jakość i czytelność stron, także w obrębie jednego egzemplarza książki. Z jednego klocka odbijano nawet do 40 tys. odbitek. Wymagało to wykonywania mnóstwa napraw matrycy. Przy okazji robiono błędy w napisach, wprowadzano nowe kroje i inne wielkości czcionki. Mapy nie są ze sobą porównywalne. Nawet w tych samych obszarach, rzeki płyną inną drogą a miejscowości mogą mieć różnie pisane nazwy. Tylko część map wykonano według odwzorowania, wtedy są to odwzorowania Petera Apianusa lub stożkowe. Mapy najczęściej przygotowywano w jednej wersji językowej i dołączano do różnych, zmieniając jedynie tytuł – napisy na mapie pozostawały te same. Ponadto, w wydawnictwie obowiązywał mało praktyczny zwyczaj wstawiania w miejscach gdzie była pustka (brak danych) różnych symboli, przez co nieznający danego terenu mógłby sądzić, że jest tam np. las albo góra. Münster często korzystał z map innych wydawców, przy czym aby zachować styl, bywało, że zmniejszał ich użyteczność np. pozbawiając je siatki kartograficznej (na jego mapach siatki zwykle brak). Mimo wielu podróży wykazał się małym krytycyzmem i zamieszczał sporo niedorzecznych informacji oraz potwierdzające je przedstawienia potworów morskich, dziwacznie zbudowanych mieszkańców innych ziem i innych legendarnych stworów.
Prawdziwą zasługą Münstera było spopularyzowanie mapy jako konkretnego źródła informacji oraz nadanie jej formy czytelnej dla każdego, bez konieczności odbywania osobistych podróży. Był też pierwszym który docenił mapy specjalne.
Zmarł 26 maja 1552 roku w Bazylei z powodu zarazy.

### Polska u Münstera

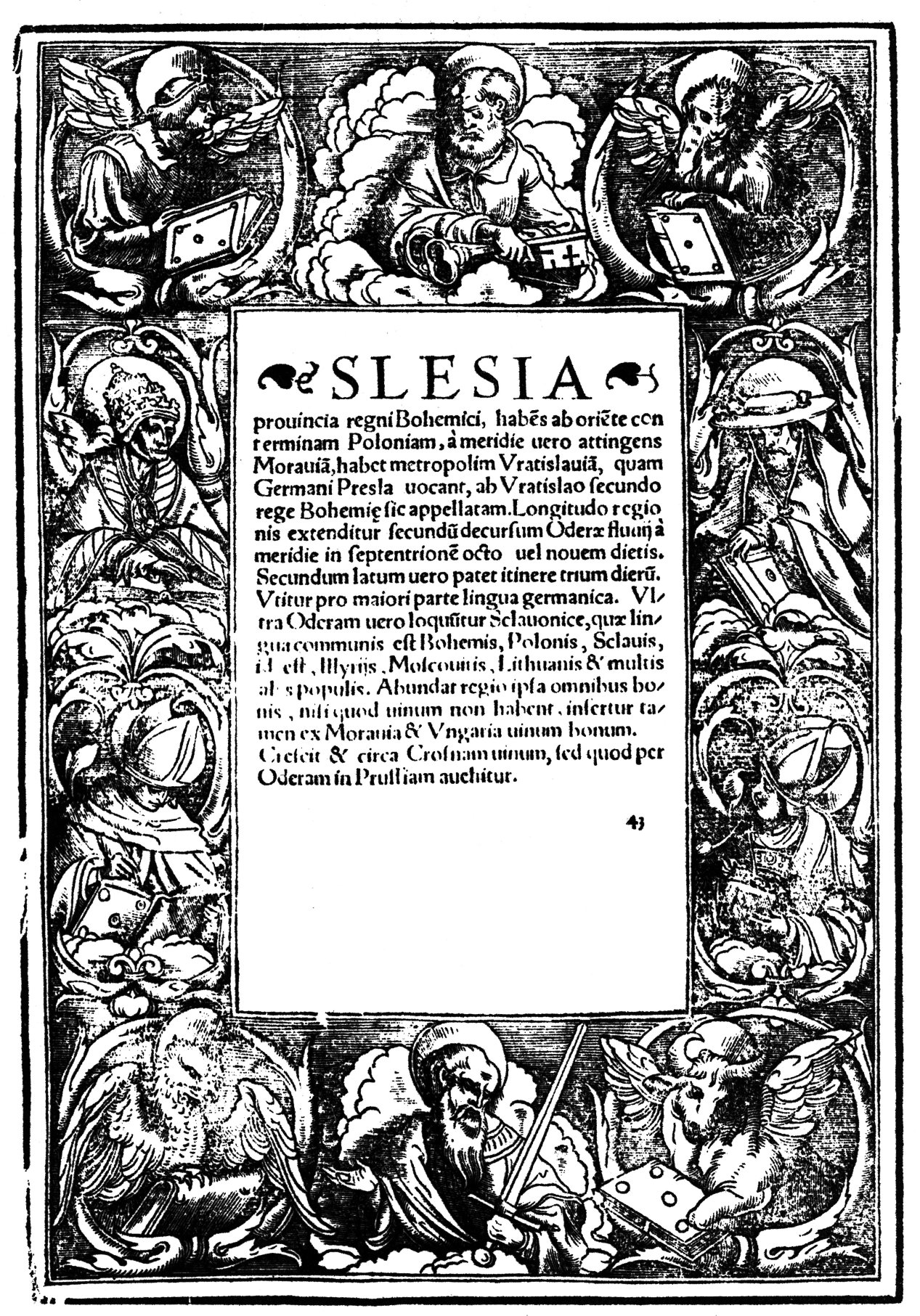
Pierwsza strona mapy Śląska

Jak już wspomniano zarówno Geografia, jak i Kosmografia zawierały mapę ziem polskich zatytułowaną Polska i Węgry (Poloniae et Ungariae). Mapa ta w znacznej części jest oparta na wcześniejszej mapie przygotowanej przez Bernarda Wapowskiego, wydanej w 1528 r. w oficynie Floriana Unglera. Mapa ta na Zachodzie znana jest pod nazwą Tabula Poloniae i przypisywana Johannowi Vaporsky’emu (literówka w nazwisku). Część mołdawska mapy oparta jest na mapie Reichersdorfera. Wydanie Münstera, w stosunku do oryginału, w poszczególnych obszarach zawiera o 10 do 60% mniej szczegółów. Mapa ta, mimo licznych niedoskonałości, poprzez swój liczny nakład była najbardziej znana i to według niej i towarzyszących opisów kształtowały się wyobrażenia o Polsce. Była w użyciu do 1588 r., kiedy Sebastian Henric-Petri wprowadził całkiem nowy klocek, lepszy technicznie, ale nie pozbawiony dawnych wad położenia i błędów w nazewnictwie. Na mapie po raz pierwszy zaznaczono Warszawę. Klocek ten wyrytował Urs Graf Starszy z Solury.
W 1544 r. w Kosmografii, po raz pierwszy na samodzielnej mapie pojawił się Śląsk.
W 1550 r. przedstawienia Polski wzbogacono o mapę Sarmacja i kraje sąsiednie (faktycznie mapa nie miała tytułu) przygotowaną na podstawie mapy Johannesa Hontera wydanej w 1542 r. Dołączono także osobną mapę Polski. Cel zamieszczenia tej nowej mapy jest swego rodzaju zagadką bowiem przedstawia ona jedynie ok. 1/3 obszaru objętego mapą Polska i Węgry, a na dodatek wcale nie jest bardziej szczegółowa niż mapa Sarmacji. Również od 1550 r., obok polskich, zaczęła się pojawiać samodzielna mapa Prus. Była wzorowana na mapie Heinricha Zella wydanej w 1542 r. Mapa jest dość wyjątkowa, bowiem zamiast „krzaczków” na przedstawienie lasów, grafik wyrytował postacie niedźwiedzi, lisów itp. leśnych zwierząt.